# 納莫西省
納莫西省是太平洋島國斐濟的14個省份之一，位於該國最大島嶼維提島首都蘇瓦以西，面積570平方公里，省內有2個城鎮，2007年人口6,898，是人口最少的省份。該省有發展水力發電和銅礦業的條件。

## 外部連結
- Reference to Namosi Province.
- Potential Mining
- A statistical Map of Viti Levu shows the province of Namosi
- Reference to the Namosi Gorge